# هانز جوست
هانز جوست (بالألمانية: Hanns Johst) (8 يوليو 1890 - 23 نوفمبر 1978) شاعر وكاتب مسرحي ألماني، كان متوافقًا بشكل مباشر مع الفلسفة النازية ، كعضو في منظمات الكتاب المعتمدة رسميًا في الرايخ الثالث. وهو صاحب عبارة "عندما أسمع كلمة ثقافة، أمد يدي إلى بندقيتي"، والتي نسبت بشكل خاطئ إلى هاينريش هيملر ، وجوزيف جوبلز ، وهيرمان جورينج ، كانت في الواقع نسخة محرفة من سطر في مسرحيته شلاجيتر .

## خلفية
وُلِد هانز جوست في سيرهاوزن (التي أصبحت الآن جزءًا من ستوشيتز ) في مملكة ساكسونيا، وهو ابن معلم مدرسة ابتدائية. نشأ وترعرع في أوشاتز ولايبزيغ . كان يخطط عندما كان صغيراً أن يصبح مبشراً. عندما كان عمره 17 عامًا عمل مساعدًا في مؤسسة بيت إيل . في عام 1910 حصل على شهادة الثانوية العامة في لايبزيج ثم بدأ دراسة الطب والفلسفة وتاريخ الفن لاحقًا. تطوع في الجيش في عام 1914. في عام 1918 استقر في Allmannshausen (جزء من Berg ) في بحيرة Starnberger .

## العمل المبكر
تأثرت أعماله المبكرة بالتعبيرية . تشمل الأمثلة دير أنفانج ( البداية ) (1917) ودير كونيج ( الملك ) (1920). وفي وقت لاحق، اتجه إلى الفلسفة الطبيعية في مسرحيات مثل Wechsler und Händler ( الصيارفة والتجار ) (1923) و Thomas Paine (1927).
كانت مسرحية برشت الأولى " بعل" بمثابة رد على مسرحية جوست "الوحيد " ، وهي دراماتيكية عن حياة الكاتب المسرحي كريستيان ديتريش جرابي . في عام 1928 انضم جوست إلى "Kampfbund für deutsche Kultur" (الرابطة النضالية من أجل الثقافة الألمانية) التي أسسها ألفريد روزنبرج والتي صممت لمحاربة النفوذ اليهودي في الثقافة الألمانية. في عام 1932 انضم إلى الحزب النازي، وشرح اتفاقه مع أيديولوجية هتلر في مقالته "Standpunkt und Fortschritt" ("وجهة النظر والتقدم") في عام 1933.

## شلاجيتر
عندما وصل النازيون إلى السلطة في عام 1933، كتب جوست مسرحية Schlageter ، وهي تعبير عن الإيديولوجية النازية والتي تم عرضها في عيد ميلاد هتلر الرابع والأربعين، 20 أبريل 1933، للاحتفال بانتصاره. كانت سيرة بطولية للشهيد النازي الأول ألبرت ليو شلاجيتر . السطر الشهير "عندما أسمع كلمة ثقافة، أبحث عن بندقيتي"، والذي يرتبط غالبًا بالزعماء النازيين، مشتق من هذه المسرحية. ولكن السطر الفعلي في المسرحية مختلف بعض الشيء: "عندما أسمع كلمة ثقافة... أطلق قفل الأمان في مسدسي البراوننج !" (الفصل الأول، المشهد الأول). ويقولها شخصية أخرى في محادثة مع الشاب شلاجيتر. في المشهد، كان شلاجيتر ورفيقه في زمن الحرب فريدريش ثيمان يدرسان لامتحان جامعي، ولكن بعد ذلك بدأوا في مناقشة ما إذا كان الأمر يستحق القيام بذلك عندما لا تكون الأمة حرة. يقول ثيمان أنه يفضل القتال على الدراسة.
THIEMANN: That's for damned sure! Barbed wire is barbed wire! I know what I'm up against.... No rose without a thorn!... And the last thing I'll stand for is ideas to get the better of me! I know that rubbish from '18 ..., fraternity, equality, ..., freedom ..., beauty and dignity! You gotta use the right bait to hook 'em. And then, you're right in the middle of a parley and they say: Hands up! You're disarmed..., you republican voting swine!—No, let 'em keep their good distance with their whole ideological kettle of fish ... I shoot with live ammunition! When I hear the word culture ..., I release the safety on my Browning!"
SCHLAGETER: What a thing to say!
THIEMANN: It hits the mark! You can be sure of that.
غالبًا ما يُنسب هذا الخط خطأً، أحيانًا إلى هيرمان جورينج وأحيانًا أخرى إلى هاينريش هيملر . في ديسمبر 2007، نسب المؤرخ ديفيد ستاركي هذه العبارة خطأً إلى جوزيف جوبلز في تعليقاته التي انتقد فيها الملكة إليزابيث الثانية ووصفها بأنها "غير متعلمة وقليلة الأدب".  وقد تم تكييفها أيضًا من قبل، على سبيل المثال، ستيفن هوكينج على أنها "عندما أسمع عن قطة شرودنغر ، أتناول مسدسي" ومن قبل صانع الأفلام جان لوك جودار في فيلمه عام 1963 Le Mépris ، عندما يقول المنتج لفريتز لانغ : "كلما سمعت كلمة ثقافة، أخرج دفتر شيكاتي". يستحضر لانغ السطر الأصلي عندما يجيب "قبل بضع سنوات - قبل بضع سنوات مروعة - اعتاد النازيون على إخراج مسدس بدلاً من دفتر الشيكات". أطلق كاتب الأغاني كلينت كونلي من Mission of Burma على أغنية كتبها في عام 1981 عنوان " هذا عندما أتناول مسدسي ". في عام 1994، كتبت تولي كوبفربيرج كتابًا بعنوان "عندما أسمع كلمة "ثقافة" أتوجه إلى مسدسي" . في عام 2008 كتب كتابًا بعنوان "رسوم كاريكاتورية مجمعة وأفعال شاذة" وفيه رسم كاريكاتوري يقول "عندما أسمع كلمة "بندقية" أسعى إلى ثقافتي".

## دوره في ألمانيا النازية

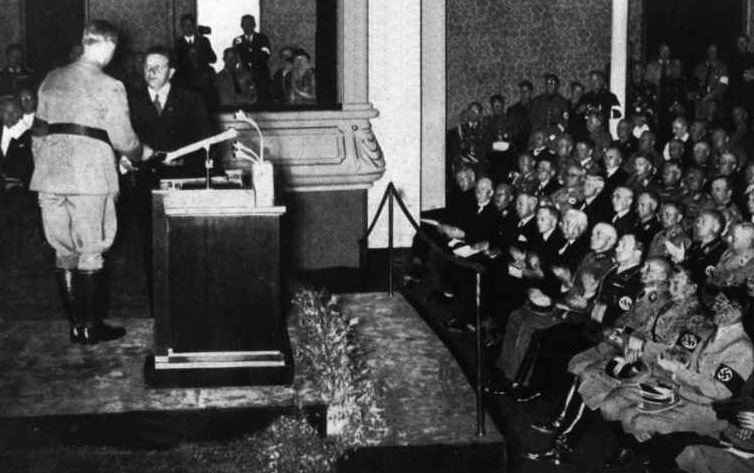
جوست يحصل على جائزة أدبية من ألفريد روزنبرج

في 1 نوفمبر 1932، انضم جوست إلى الحزب النازي (رقم العضوية 1,352,376).  في عام 1933، وقع جوهست على Gelöbnis treuester Gefolgschaft ، وهو إعلان الولاء لهتلر من قبل الكتاب المؤيدين للنازية.  تم تعيين جوست أول رئيس للأكاديمية الألمانية للشعر في 9 يونيو 1933، وفي 15 يناير 1934، عينه رئيس الوزراء البروسي هيرمان جورينج عضوًا في مجلس الدولة البروسي .  في أكتوبر 1935، خلفًا لهانز فريدريش بلونك ، أصبح جوست رئيسًا لغرفة كتاب الرايخ ، وهي منظمة قوية للكتاب الألمان. في العام نفسه، تم طرد آخر الكتاب اليهود البارزين، على سبيل المثال مارتن بوبر ، من Reichsschrifttumskammer . بحلول ذلك الوقت، قامت هذه المنظمات بتقييد العضوية بالكتاب الذين كانت أعمالهم مؤيدة للنازية بشكل صريح أو على الأقل معتمدة من قبل النازيين باعتبارها غير منحطة. حقق جوست مناصب مهمة أخرى داخل الدولة النازية، وتم إدراجه في قائمة Gottbegnadeten في سبتمبر 1944 كواحد من أهم الفنانين في الرايخ. انضم إلى قوات الأمن الخاصة Allgemeine-SS في 9 نوفمبر 1935 (رقم عضو قوات الأمن الخاصة 274576) وترقى إلى رتبة SS- Gruppenführer في 30 يناير 1942.  خلال الحرب شغل مناصب مختلفة داخل قوات الأمن الخاصة، بما في ذلك طاقم العمل الشخصي لزعيم الرايخ إس إس هاينريش هيملر ، والذي ذكر توماس مان أنه كان السبب في إسقاط العديد من تهم الاعتداء الجنسي على الأطفال وإساءة معاملتهم ضد جوهست في شتاء عام 1944. 

## ما بعد الحرب
بعد الحرب تم اعتقال جوست، وفي 7 يوليو 1949 صنفته محكمة ميونيخ لنزع النازية باعتباره " رفيق سفر ". انتهت عملية الاستئناف في عام 1949 بإعادة تصنيفه باعتباره "المتهم الرئيسي" والحكم عليه بقضاء ثلاث سنوات ونصف في معسكر العمل (المدة التي قضاها جوهست بالفعل). بعد إطلاق سراحه من السجن وإجراءات نزع النازية في عام 1951، تم تصنيفه على أنه "مُدان".  وفي عام 1955، حصل جوهست على حكم بإلغاء هذا القرار وإنهاء الإجراءات على نفقة الدولة. وقد تم تأهيله بشكل فعال. 
في جمهورية ألمانيا الاتحادية، لم يعد بوسع جوست أن ينشر أعماله ككاتب، ولكن بعد عام 1952، كتب قصائد تحت الاسم المستعار "أوديمار أودريتش" لمجلة "Die kluge Hausfrau" المخصصة لعملاء متاجر السوبر ماركت إيديكا .   حاول جوست نشر كتاب في عام 1953، وقد أكمله وراجعه في نهاية عام 1943، لكنه فشل في العثور على ناشر.  توفي في 23 نوفمبر 1978 في دار للمسنين في روهبولدينج .

## أعمال

### روايات، قصص، روايات قصيرة
- دير أنفانج ، 1917 [البداية]
- دير كروزفيغ ، 1921 [درب الصليب]
- كونسويلا ، 1924
- كونسويلا. Aus dem Tagebuch einer Spitzbergenfahrt ، 1925 [كونسويلا: مقتطفات من مذكرات حول رحلة إلى سفالبارد]
- So gehen sie hin, 1930 [حتى يختفون]
- Die Begegnung, 1930 [اللقاء]
- Die Torheit einer Liebe، 1931 [حماقة الحب]
- السلام عليك يا مريم ، 1932
- أم بدون تود. البداية ، 1933 [أم بلا موت (أي لا تموت). اللقاء]
- Maske und Gesicht, 1935 [قناع ووجه]
- التواريخ ، 1944 [قصص]
- Gesegnete Vergänglichkeit, 1955 [الوفيات المباركة]
  - Der Anfang, 1917 [The Beginning]
  - Der Kreuzweg, 1921 [Stations of the Cross]
  - Consuela, 1924
  - Consuela. Aus dem Tagebuch einer Spitzbergenfahrt, 1925 [Consuela: Excerpts From a Diary About a Trip to Spitsbergen]
  - So gehen sie hin, 1930 [So They Vanish]
  - Die Begegnung, 1930 [The Encounter]
  - Die Torheit einer Liebe, 1931 [The Foolishness of a Love]
  - Ave Maria, 1932
  - Mutter ohne Tod. Die Begegnung, 1933 [Mother Without Death (i.e. undying). The encounter]
  - Maske und Gesicht, 1935 [Mask and Face]
  - Erzählungen, 1944 [Stories]
  - Gesegnete Vergänglichkeit, 1955 [Blessed Mortality]

### دراما
- Stunde der Sterbenden ، 1914 [ساعة الموت]
- ستروف ، 1915
- Der junge Mensch, 1916 [الشاب]
- دير أوسلاندر ، 1916 [الأجنبي]
- سترو ، 1916 [قش]
- دير أينسامي ، 1917 [الوحيد]
- الملك ، 1920
- الأنبياء ، 1922 [الأنبياء]
- Wechsler und Händler ، 1923 [الصرافون والتجار]
- Die fröhliche Stadt, 1925 [المدينة السعيدة]
- دير هير مسيو, 1926 [السيد مسيو]
- توماس باين ، 1927
- شلاجيتر ، 1933
- فريتز تودت. قداس ، 1943
  - Stunde der Sterbenden, 1914 [Hour of the Dying]
  - Strof, 1915
  - Der junge Mensch, 1916 [The Young Person]
  - Der Ausländer, 1916 [The Foreigner]
  - Stroh, 1916 [Straw]
  - Der Einsame, 1917 [The Lonely]
  - Der König, 1920 [The King]
  - Propheten, 1922 [Prophets]
  - Wechsler und Händler, 1923 [Money Changers and Traders]
  - Die fröhliche Stadt, 1925 [The Happy City]
  - Der Herr Monsieur, 1926 [Mister Monsieur]
  - Thomas Paine, 1927
  - Schlageter, 1933
  - Fritz Todt. Requiem, 1943